# Mesures de freqüència (epidemiologia)
Les mesures de freqüència són les que s'utilitzen en l'àmbit de, per exemple, l'epidemiologia, medicina o veterinària, per quantificar la presència de la malaltia i dels seus  factors de risc en la població. Són mesures de la  freqüència relativa, és a dir, amb relació a la població. Existeixen dos tipus bàsics de mesures de freqüència, les de malaltia i les d'exposició.

## Mesures de freqüència de la malaltia
Quantifiquen la quantitat de casos nous que apareixen en una població determinada (incidència) o el volum de malalts que hi ha en un moment determinat en la població (prevalença).

### Mesures d'incidència
Quantifiquen els casos nous de malaltia (que s'anomenen casos incidents). Poden avaluar dos aspectes, el risc i la velocitat:
- El risc: és la probabilitat que una persona sense la malaltia d'interès la desenvolupi en un interval de temps determinat (condicionat a què l'individu no es mori per alguna altra malaltia o causa durant el període). Com que és una probabilitat, el seu valor va des de zero a un, no té dimensions i per poder-lo interpretar cal especificar el període en què s'ha estimat (p. ex., el risc de desenvolupar diabetis en cinc anys). S'estima amb:
  - La  probabilitat acumulada (PA). És la proporció de la població estudiada que desenvolupa la malaltia d'interès en un temps determinat. És la forma més habitual d'estimar el risc i es calcula dividint el nombre de casos nous de la malaltia d'interès (casos incidents) durant un període, pel nombre de persones sense la malaltia (i a risc de desenvolupar-la) a l'inici del període (persones a risc a l'inici).
  - L' oportunitat d'incidència (OI): és la raó entre el risc d'emmalaltir i els riscs de no emmalaltir. S'estima amb la raó de, al final de l'estudi, dels casos incidents pels no incidents (és a dir, els que al final de l'estudi no han desenvolupat la malaltia d'interès).

Per poder estimar el risc amb la probabilitat acumulada o amb l'oportunitat d'incidència, cal saber de tota les persones estudiades, si han desenvolupat o no la malaltia estudiada. En cas contrari, l'estimació del risc està esbiaixada.

Les fórmules per calcular la PA i la IO assumeixen implícitament que la cohort és tancada, és a dir, no entren nous individus a la mateixa durant el període d'estudi. Tanmateix la mida de la cohort probablement es reduirà durant el període d'estudi degut a defuncions o altres causes de perduts de vista. Aquesta reducció de la cohort comportarà dos problemes: (1) En els perduts de vista i defuncions per altres causes, no es pot saber si haguessin desenvolupat la malaltia si no s'haguessin perdut; (2) Els diferents individus presenten temps de seguiment diferent, fet que no es pot incorporar en les fórmules anteriors per estimar el risc.
- La velocitat en què apareix la malaltia en la població. S'estima amb:
  - La  taxa d'incidència (TI) que s'estima dividint el nombre de casos nous de malaltia per la quantitat de persones-temps (persones a risc durant l'estudi). Aquest denominador, se sol estimar directament sumant el temps a risc de cada individu que s'ha estudiat. S'entén per temps a risc, el temps que ha estat cada individuo a l'estudi i sense desenvolupar la malaltia estudiada. Si un dels participants va desenvolupar la malaltia al cap de 3 mesos, el seu temps a risc és de 3 mesos.
  - La  incidència acumulada (IA): que és deriva de la funció de supervivència. Si S(t) és la funció de supervivència, la IA és -ln(S(t)).

Aquestes mesures eviten els problemes anteriorment mencionats de la PA i la IO.

Si els risc de desenvolupar la malaltia d'interès és baix, la probabilitat acumulada i la incidència acumulada són numèricament similars. En molts llibre d'epidemiologia (p. ex.,) no es diferencia entre aquestes dos mesures, ja que s'assumeix que el risc d'emmalaltir és petit.

Les mesures d'incidència més utilitzades són la probabilitat acumulada, l'oportunitat d'incidència i la taxa d'incidència. El numerador és el mateix en les tres: el nombre de casos incidents durant el període d'estudi. Difereixen en el denominador. Per la probabilitat acumulada és el nombre de persones a risc a l'inici de l'estudi, per l'oportunitat d'incidència es el nombre de persones a risc al final i per la taxa són les persones a risc durant l'estudi.

### Mesures deprevalença
Quantifiquen els casos de malaltia existents (independentment de si són malalts nous o fa tems que presenten la malaltia d'interès) en una població en un moment determinat o durant un període.

## Mesures d'exposició
S'utilitza l'oportunitat d'exposició que quantifica la fracció de la població que hi ha estat exposada. S'estima amb la raó del nombre de persones exposades respecte al de no exposades.